# Ruzhdi Pllana

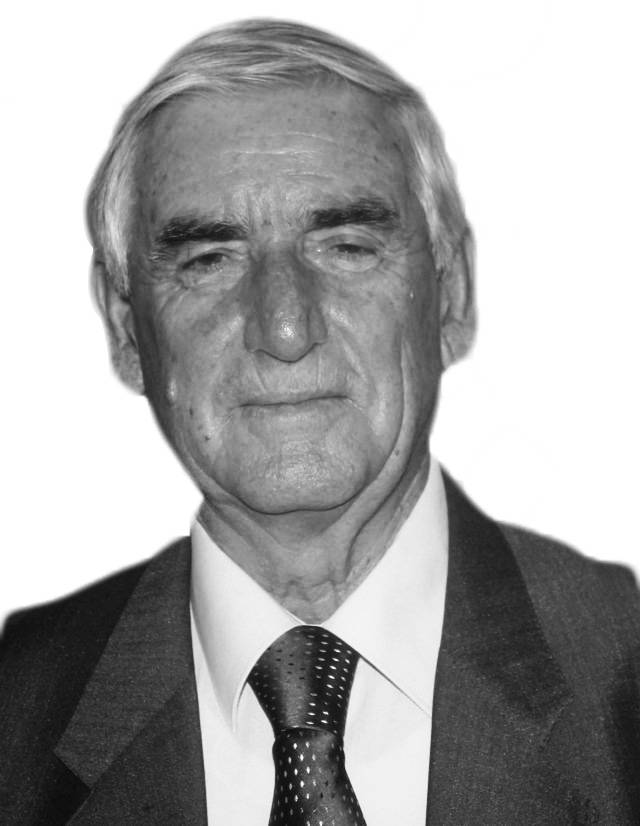
Ruzhdi Pllana

Professor dr. Ruzhdi Pllana (Dobërllukë (Dobra Luka) in koninkrijk Joegoslavië, 15 mei 1940 - 20 februari 2015) was een Kosovaars-Albanees geograaf.    
Pllana publiceerde meer dan 40 professionele en wetenschappelijke werken en vier studieboeken. Hij heeft veel betekend bij de realisatie van verscheidene wetenschappelijke onderzoeksprojecten met betrekking tot de geografie.    
Naast zijn moedertaal Albanees sprak en schreef Ruzhdi Pllana Kroatisch en Servisch. Hij maakte tevens gebruik van wetenschappelijke literatuur in het Russisch en Engels en beheerste deze talen goed.    

## Biografie
Ruzhdi Pllana werd geboren op 15 mei 1940 in het dorp Dobërllukë in de huidige gemeente Vushtrri in Kosovo. Hij ging naar de basisschool in Smrekonica en Vushtrri, en volgde de middelbare school in Pristina. Hij studeerde en rondde in het jaar 1966 de studie Aardrijkskunde af aan de Universiteit van Novi Sad met een gemiddelde van 9,20. 
In 1964 voltooide hij de federale cursus speleologie. Hij was tijdens zijn studie betrokken bij alle speleologische onderzoeksprojecten van zijn professor. Hij behaalde zijn masterdiploma in Zagreb in 1973. In juni 1973 verbleef hij in het Hydrometeorologisch Instituut in de Albanese hoofdstad Tirana.  
Pllana voltooide zijn proefschrift onder begeleiding van Prof. dr. J. Ridjanovic en prof. dr. T. Shegota van de Universiteit van Zagreb en verdedigde het in 1977 aan de Universiteit van Pristina. 
Hij werkte van 1960 tot het jaar 1970 in basis- en middelbare scholen in de stad Mitrovica. In het jaar 1971 werd hij verkozen tot assistent in de sectie Aardrijkskunde van de Faculteit Wiskunde-Natuurwetenschappen. Drie jaar later werd hij, in 1974, verkozen tot docent en een paar jaar later tot assistent-professor. Wegens zijn uitmuntende prestaties werd hij in 1983 tot hoogleraar benoemd en in 1994 tot buitengewoon hoogleraar. 
Tijdens het academische jaar 1978/1979 studeerde hij aan de Moskouse Lomonosovuniversiteit in de afdeling Continentale Hydrologie. Tijdens zijn verblijf in de Sovjet-Unie bracht hij meerdere bezoeken aan onderzoeksinstituten en universiteiten in Petersburg, Tbilisi en Tasjkent.  
Met financiële steun van het UNDP nam een groep deskundigen uit Kosovo in mei 1985 deel aan een studiebezoek aan verschillende onderzoekscentra over milieukwesties in het Verenigd Koninkrijk, Nederland, Polen en Tsjechoslowakije. In 1987 nam hij deel aan de werkzaamheden van de Algemene Conferentie van UNESCO in Sofia, waar hij het programma voor natuurlijke hulpbronnen en milieu presenteerde. Hij gaf tevens regelmatig lezingen in verschillende universiteits- en studiecentra. Voor één termijn was Pllana de voorzitter van de Vereniging van Geografen van Kosovo, en hij redigeerde twee nummers van het tijdschrift Geographical Research. Met een UNDP-beurs verbleef hij voor een specialisatie aan het "Hydroproject" van Bern in het toenmalige Tsjecho-Slowakije in 1975. 
Bij de vakgroep Geografie van de Faculteit Wiskunde-Natuurwetenschappen doceerde hij de volgende vakken:   
- Klimatologie met Meteorologie
- Hydrologie
- Nationale Geografie

In de jaren 1975-1977 was hij vice-decaan onderwijszaken. In 1983-1985 en 1990-1994 was hij hoofd van de sectie Aardrijkskunde. In de periode 1985-1989 was hij assistent-minister van Onderwijs bij het Joegoslavische ministerie van Onderwijs, Wetenschap en Cultuur voor universiteits- en wetenschapszaken. Met de opening van postdoctorale studies diende hij als hoofd van het Collegium van postdoctorale studies in 1955-1999.   
Tijdens zijn werk aan de Universiteit van Pristina was hij onder andere vice-decaan onderwijs, hoofd van de afdeling Geografie en hoofd Masterstudies. Als mentor heeft hij verschillende kandidaten bij het behalen van hun master- en doctoraatstitel begeleid. Hij heeft meerdere dankbetuigingen ontvangen van verschillende instanties, instellingen en organisaties voor zijn prestaties. 
Hij ging op 15 mei 2005 met pensioen. 

## Professionele/wetenschappelijke ontwikkeling
- Hydrometeorologisch Instituut van Albanië (juni 1973);
- "Hydroprojekt", Brno, Tsjechoslowakije (januari/februari 1975);
- Staatsuniversiteit van Moskou-MGU "Lomonosov" Afdeling Grondhydrologie en Glaciologie (1978-1979);
- Studiebezoek aan verschillende onderzoeksinstituten over milieukwesties in Groot-Brittannië, Nederland, Polen en Tsjechoslowakije (mei 1985), gefinancierd door UNDP;
- Deelname aan de Algemene Conferentie van UNESCO, Sofia, 1987;
- Anglo European School, Bourneomauth English Language School, Engeland, januari/februari 1987;
- R. Pllana (Zagreb, 1973): Geografisch aspect van waterbeheer in Sitnice, Masterproef;
- R. Pllana (Prishtina, 1977): Vode Kosovskog basena, proefschrift.

## Geselecteerde lijst van gepubliceerde werken
- R. Pllana (Prishtinë, 1973): Diferencimi hapësinor i elementeve hidrologjik në KSA të Kosovës, “ Përparimi “, nr. 9, Prishtinë, p. 741-751
- R. Pllana (Sarajevë, 1974): Geografski znaçaj hidrosistema “Ibar-Lepenac“, Zbornik radova IX Kongresa Geografa Jugoslavije, p. 187-194.
- R. Pllana (Prishtinë, 1974): Hidrografski prikaz sliva Sitnice - Prilog hidrografskom poznavanju SAP Kosova, Buletini i Punimeve të FSHMN, nr. 2., p. 177-192.
- R. Pllana (Prishtinë, 1976): Furnizimi i popullsisë me ujë në KSA të Kosovës, “Economia“, nr. 1, p. 77-81.
- R. Pllana (Prishtinë, 1976): Karakteristikat e regjimit hidrologjik të lumit Sitnica, ”Dituria“, nr. 1-2, p. 7-25.
- R. Pllana (Beograd, 1977): Geografski aspekti voda i zhivotne sredine u SAP Kosova, Zbornik radova X Jubilarnog Kongresa Jugoslavije, p. 427-432.
- R. Pllana (Prishtinë, 1977): Reshjet në basenin e Kosovës - Kontribut njohjes së klimës së KSA të Kosovës, Buletini i Punimeve të FSHMN, nr. 5, p. 355-365
- R. Pllana (Beograd, 1978): About some negative cosequences appeared in the town rivers which are caused by the anthropological factors, International Geographical Union, Comission on the International Hydrological Programe, p. 115-118.
- R. Pllana (Prishtinë, 1979): Rëndësia shkencore dhe edukativo-arsimore e komplekseve unikale të natyrës dhe objekteve natyrore, Këshillimi mbi parqet nacionale dhe regjionale të Jugosllavisë ne Brezovicë, p. 153-158
- R. Pllana (Ljubljana, 1979): Prostorna diferencijacija pojava oneçishçenja okolisha sa primerima iz SAP Kosova, Geographica Slovenica nr. 9, p. 147-151.
- R. Pllana (Prishtinë, 1980): Shfrytëzimi racional i potencialeve ujore të KSA të Kosovës mund të bazohet vetëm në ngritjen e akumulacioneve, Oda Ekonomike e Kosovës, Këshillim mbi akumulimet e vogla dhe burimet tjera, p. 1-9.
- R. Pllana (Prishtinë, 1981): Karakteristikat hidroklimatike të Shpellës së Gadimës dhe mundësit e lidhjeve hidrologjike me lumin Gadime, Natyra e Kosovës, p. 105-112.
- R. Pllana (Ljubljana, 1981): The pollution of human environment of Kosovo, Geographica Yugoslavica, III, p. 71-78.
- R. Pllana (Beograd, 1981): Rezhim vodostaja Sitnice s posebnim osvrtom na velike vode u periodu 1953/54-1973/74, Vodoprivreda, br. 13, p. 471-477.
- R. Pllana (Prishtinë, 1981): Hidrologjia e lumit Llap - kontribut njohjes së hidrologjisë së lumenjve të KSA të Kosovës, Buletini i punimeve shkencore të FSHMN, VII, p. 309-323.
- R. Pllana (Prishtinë, 1981): Aspekti gjeografik i fatkeqësive elementare, Kërkime gjeografike, nr. 3, p. 85-92.
- R. Pllana (Prishtinë, 1984): Vode kao faktor privrednog razvoja SAP Kosova, Zbornik radova Jugoslovenskog simpozijuma - Geografski aspekti prorodnih i ljudskih resursa Jugoslavije, p. 53-57.
- R. Pllana (Prishtinë, 1984): Ujëndarësi detar në Krahinën Socialiste Autonome të Kosovës, Kërkime Gjeografike, nr. 5., p. 51- 61.
- R. Pllana (Prishtinë, 1985): Ortekët si fatkeqësi natyrore me vështrim të disa rasteve në KSA të Kosovës, Kërkime gjeografike, nr. 6, p. 63-68.
- R. Pllana (Budva, 1986): Fiziçko-geografski aspekti elementarnih nepogoda sa posebnim osvrtom na neke pojave u SAP Kosovo, Jugoslovensko savetovanje - Elementarne nepogode i Katastrofe, p. 273-284.
- R. Pllana (Novi Sad, 1987): Antropogeni uticaji na izmenu hidroloshkih uslova na prostoru SAP Kosova, Zbornik radova XII Kongresa geografa Jugoslavije, p. 132-143.
- R. Pllana (Prishtinë, 1989): Klimatske i hidrografske karakteristike SAP Kosova, Zbornik radova XIII Kongresa Geografa Jugoslavije, p. 21-26
- R. Pllana (Prishtinë, 1990): Karakteristikat hidro-gjeografike të Bistricës së Pejës me vështrim në mundësit e akumulimit të ujit, Kërkime Gjeografike, nr. 12, p. 51-59
- R. Pllana (Tiranë, 1995): Aspekti gjeografik i kërkimeve të fatkeqësive elementare dhe rëndësia shoqërore-ekonomike e tyre, Konferenca e 2 Kombëtare e Gjeografisë, p. 13-16.
- R. Pllana (Prishtinë, 1995): Regjimi termik i ujit në lumenjtë e Kosovës, Buletini i punimeve të FSHMN, nr. 10, p. 243-258.
- R. Pllana (Prishtinë, 1996): Karakteristikat fiziko-gjeografike të Llapit, Trashëgimia etnike — kulturore dhe historike e Llapit, p. 13-20.
- R. Pllana (Prishtinë, 1996): Predispozitat natyrore të Kosovës e trojeve tjera etnike dhe roli i tyre në proceset historike dhe në integrimin kombëtar, Instituti Albanologjik, Shqiptarët në Rrjedhat Ballkanike, p. 291-299.
- R. Pllana (Prishtinë, 1996): Rrjeti hidrometrik në lumenjtë e Kosovës, Buletini i Punimeve Shkencore të FSHMN, nr. 11, p. 193-206.
- R. Pllana (Prishtinë, 1996): Karakteristikat hidrike të Kosovës dhe ndikimet negative të faktorit njeri, Buletini i punimeve shkencore të FSHMN, nr. 11, p. 229-235.
- R. Pllana, V.Pruthi (Tiranë, 1998): Veçorit e tipave kryesore gjenetike të speleoformave në karstin e Kosovës, Konferenca Ndërkombëtare Speleologjike, p. 1-8.
- R. Pllana, V. Pruthi, Sh. Bulliqi (Tiranë, 1998): Valorizimi i potencialeve natyrore të bregdetit shqiptar si faktor të integrimeve kombëtare, regjionale dhe globale Simpoziumi i parë në temën : Gjeomorfologjia aplikative, mjedisi dhe turizmi bregdetar në Shqipëri, Akademia e Shkencave të Shqipërisë, p. 48-54.
- R. Pllana, V. Pruthi, M. Dushi (Tiranë, 1999): Kushtet dhe burimet natyrore si faktor integral i valorizimit të gjeohapësirës etnike shqiptare, Unioni i Ekonomistëve Shqiptarë, Konferenca shkencore: Zhvillimi ekonomiko-shoqëror i trojeve shqiptare dhe integrimi i tyre rajonal dhe botëror, p. 423-432.
- R. Pllana (Prishtinë, 1999): Hidrologjia, gjendja aktuale, zhvillimi perspektiv dhe mbrojtja e resurseve natyror, Konferenca shkencore e ASHAK mbi qasjet multidisciplinare të mundësive zhvillimore të Kosovës, p. 57-63.
- R. Pllana, B. Kabashi (Prishtinë, 2002): ASHAK-Oda Ekonomike e Kosovës: Strategjia e zhvillimit ekonomik, pjesa, Hidroekonomia-Ujërat, p. 174-181 R. Pllana (Gjakovë, 2002): Disa çështje të oronomisë dhe hidronomisë të rrethinave të Gjakovës, Kuvendi i Komunës-Gjakovë, Toponimia e Gjakovës, Tryezë shkencore, 4 Maj 2001, p. 109 -126.
- R. Pllana (Prishtinë, 2002): Mbrojtja e integruar e resurseve ujor me kualitet të lartë në Kosovë, Seminari Ndërkombëtar në temën: Menaxhimi i resurseve ujor në Kosovë, Fakulteti Teknik 14, 15, 16. 03. 2002,
- R. Pllana (Tiranë, 2002): Politikat dhe menaxhimi i ujërave në Kosovë, Projekti Shqiptar i Studimi të Pellgjeve lumore, Konferencë Kombëtare, Aplikime të Sistemit të Informacionit Gjeografik (GIS) në Shqipëri, Tiranë, 10-12 dhjetor 2002
- R. Pllana (Vushtrri, 2003): Veçorit gjeografike të komunës së Vushtrrisë, p. 16-40, Monografia-Vushtrri (Viciana) me rrethinë, 2002
- R. Pllana (Tiranë, 2004): Potencialet Natyrore dhe Veçorit e Funksionimit të Ekosistemeve Malore në Kosovë, Konferenca Kombëtare për Ekosistemet Malore, 1-7.11.2004,
- R. Pllana (Shkodër, 2004): Gjeografia si shkencë dhe lëndë mësimore në sistemin e edukimit në Kosovë, Konferencë shkencore-Rezultate të kërkimit në shkencat e natyrës dhe të mësuarit e tyre në shkollë, 14.12.2004
- R. Pllana etj. (Ohër, 2006): Hidrological heritage in the system of natural values and its protection in Kosova, BALWOIS 2006, 23-26.05.2006
- R. Pllana (Prishtinë, 2008): Zhvillimi i qëndrueshëm i ekosistemeve malore (Rasti Bjeshkët e Nemuna), Kërkime Gjeografike, nr. 14, p. 151-162
- R. Pllana etj. (Prishtinë, 2008): Shfrytëzimi i resurseve natyror dhe efektet gjeo-mjedisore në Kosovë, ASHAK, 2007, p. 51-64
- R. Pllana, V.Pruthi (Tiranë, 2010) : Rreziqet natyrore dhe ndikimet mjedisore në Kosovë, Konferenca shkencore ndërkombëtare, Roli i gjeografisë në menaxhimin e rreziqeve natyrore dhe humane”, Studime Albanologjike IV,viti XV, p. 253-263
- R. Pllana, V. Pruthi (Tiranë, 2011): Zhvillimi i qëndrueshëm i zonave malore- me vështrim të veçantë në Parkun Kombëtar “Mali Sharr”, Konferenca shkencore ndërkombëtare në temën : Kriza e zonave malore dhe mundësit e zhvillimit të qëndrueshëm, 18-19.11.2011.

### Teksten
- R. Pllana (Prishtinë, 1981): Gjeografia fizike, kl.e III-të gjimnaz, ETMM
- R. Pllana (Prishtinë, 1986): Gjeografia, kl.e V-të. fillore, ETMM
- R. Pllana (Prishtinë, 1989): Gjeografia fizike kl.e I-rë gjimnaz, ETMM
- R. Pllana (Prishtinë, 1993): Gjeografia e Kosovës, kl. 8-të, Shk.fillore, koautor, ETMM
- R. Pllana (Prishtinë, 2003): Gjeografia 9, Shtëpia Botuese “Libri Shkollor”, tekst i përkthyer edhe në gjuhen boshnjake

### Projecten (deelname als nationale consultant, teamlid of projectleider)
- WHO, UNDP, Consulting engineers “Hydroprojekt”, Pragua, Czechoslovakia, (Prishtinë, 1974-1976): Comunity Wotter Supply, Waste disposol and pollution control SAP Kosova, konsulent për çështje të klimës dhe hidrologjisë.
- FSHMN-Seksioni i Gjeografisë (Prishtinë, 1977-1980): Hulumtimi i shpellave dhe humnerave në KSA të Kosovës, financues: Fondi për punë shkencore i Kosovës, pjesëmarrës në Projekt.
- FSHMN – Seksioni i Gjeografisë (Prishtinë, 1980-1983): Kadastri i burimeve të ujit në KSA të Kosovës, Financues: Fondi i Ujërave të Kosovës, udhëheqës projekti.
- FSHMN – Seksioni i Gjeografisë (Prishtinë, 1981-1982): Veçorit hidro-klimatike të Bifurkacionit të Nerodimës, financues Enti për Mbrojtjen e Natyrës, studim i recensuar.
- R.Pllana, V.Pruthi (Prishtinë, 1977): Studimi i kushteve hidrologjike dhe hidro-gjeologjike të Shpellës së Gadimës, financues: Fondi për punë Shkencore i Kosovës.
- R. Pllana, M. Gashi, V. Pruthi (Prishtinë, 1978): Studimi profesional-shkencor për shpalljen e malit Mokna për Park Regjional të Natyrës, financues: Enti për Mbrojtjen e Natyrës i Kosovës.-studim i recensuar.
- Ian McAllister Anderson (International Consultant, GFA, Water Resources) Prof. R. Pllana (National Consultant, GFA, Water Resources): Water Resource Management Study and water policy development in Kosova, Prishtinë, 2001-2002
- R. Pllana (Prishtinë, 2003): MMPH- Instituti Për Mbrojtjen e Natyrës dhe Ambientit-Studimi profesional-shkencor për shpalljen e Bjeshkëve të Nemuna Park Nacional, pjesa për klimën dhe hidrologjinë.
- Ministria e Zhvillimit Ekonomik (Prishtinë, 2010-2011): Përpilimi i hartës digjitale të rreziqeve gjeologe-minerare, anëtar i ekipit, kërkime në terren dha hartimi i raporteve fazore dhe finale.
- ASHAK, Kosova, Vështrim monografik (Prishtinë, 2011), hartues i artikujve, Ujërat; Klima; Vlerat e trashëgimisë natyrore.